# Riu Masma
El Masma és un riu de la província de Lugo, a Galícia, que desemboca al mar Cantàbric formant la ria de Foz.
Neix a O Cadramón, al municipi d'O Valadouro, en plena serra d'O Xistral. Recorre 46 quilòmetres passant pels municipis d'Abadín, Alfoz, Mondoñedo, Lourenzá i Barreiros abans d'entrar al de Foz, on desemboca entre les platges d'A Rapadoira i Altar.